# Pomme de terre de Merville
La pomme de terre de Merville est une indication géographique protégée (IGP) qui s'applique à une production de pommes de terre 'Bintje' spécifique de la région de la vallée de la Lys dans la région Nord-Pas-de-Calais.
Il s'agit d'une production de « niche », dont le potentiel était estimé à 350 tonnes en 2010.
Le « Syndicat de défense du label de la pomme de terre de Merville », créé le 24 juillet 1962, est chargé de promouvoir et de préserver cette production.
La pomme de terre de Merville bénéficie du Label rouge selon un cahier des charges homologué sous le numéro 04-68 depuis 1968 et du label européen IGP depuis 1996.
L'organisme certificateur est le Groupement Qualité Nord - Pas-de-Calais (GQNPC). 

## Conditions à respecter

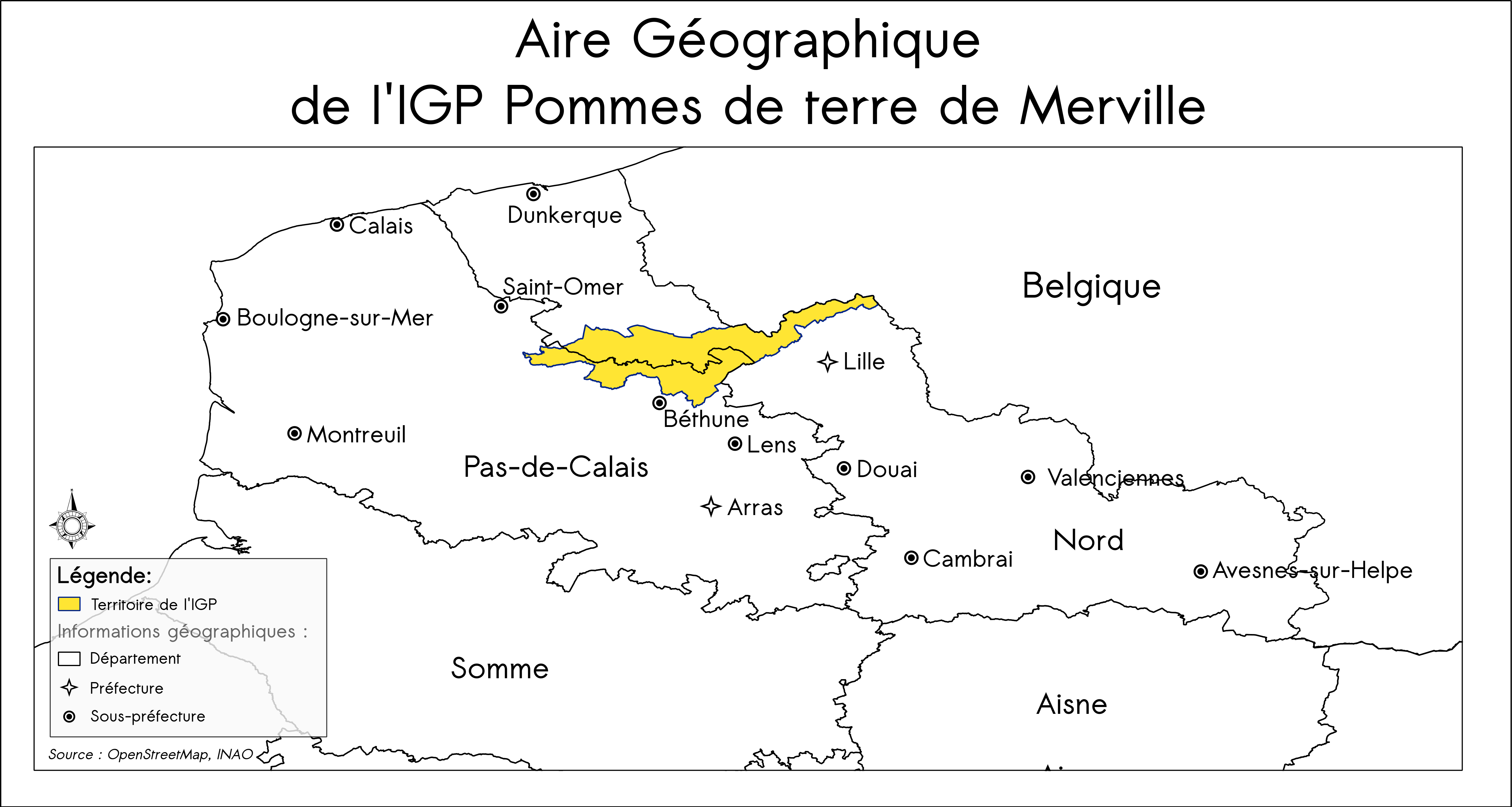

Les pommes de terre doivent être cultivées dans les communes suivantes : 
- Nord  (59) : Armentières, Boëseghem, Bois-Grenier, Bousbecque, La Chapelle-d'Armentières, Comines, Deûlémont, Le Doulieu, Erquinghem-Lys, Estaires, Frelinghien, La Gorgue, Halluin, Haverskerque, Houplines, Merville, Morbecque, Neuf-Berquin, Nieppe, Steenbecque, Steenwerck, Thiennes, Vieux-Berquin, Warneton, Wervicq-Sud

- Pas-de-Calais (62) : Aire-sur-la-Lys, Busnes, Calonne-sur-la-Lys, La Couture, Festubert, Fleurbaix, Guarbecque, Laventie, Lestrem, Locon, Neuve-Chapelle, Richebourg, Robecq, Sailly-sur-la-Lys, Saint-Floris, Saint-Venant, Vieille-Chapelle

La seule variété autorisée est la 'Bintje'.
Le taux de matière sèche des tubercules doit être égal au minimum à 20 %. Le défanage est en conséquence réalisé après analyse d'échantillons permettant de vérifier ce paramètre.

## Histoire
L'association « La Belle Bintje du Terroir », créée en 2010 pour relancer l'appellation après une période d'abandon, a été reconnue comme organisme de défense et de gestion (ODG) de l'appellation « Pomme de terre de Merville » IGP et Label rouge.
En 2011, la pomme de terre de Merville a reçu, en association avec le Carrefour Market de Barlin (Pas-de-Calais),  le prix des « Trophées du mois  de l'origine et de la qualité », institué par le ministère de l'Agriculture.